# Carlos Antônio Bettencourt Bueno
Carlos Antônio Bettencourt Bueno (* 10. März 1934 östlich des Río Uruguay; † 5. September 2024) war ein brasilianischer Diplomat.

## Leben
Carlos Antônio Bettencourt Bueno studierte an den Colégios San Inácio und San José der Gesellschaft Jesu, 1957 Rechtswissenschaft an der Universidade Federal do Rio de Janeiro, Anglistik an der Stanford University. Er absolvierte die Cursos de Preparação à Car-reira de Diplomata und Aperfeiçoamen-to de Diplomatas des Rio Branco-Institutes. Zudem besuchte er einen Curso da Escola Superior de Guerra.
1958 wurde er als Gesandtschaftssekretär dritter Klasse in den auswärtigen Dienst aufgenommen und 1961 in Anerkennung seiner Leistung zum Gesandtschaftssekretär zweiter Klasse befördert. Von 1960 bis 1962 war er Gesandtschaftssekretär beim Büro der Vereinten Nationen in Genf. Von 1962 bis 1967 war er Gesandtschaftssekretär beim UN-Hauptquartier. Von 1964 bis 1967 war er Delegierter zur Conferência para a Desnuclearização da América Latina in Mexiko-Stadt, die am 14. Februar 1967 den Vertrag von Tlatelolco vereinbarte. Von 1967 bis 1969 war er Gesandtschaftssekretär, zunächst in Buenos Aires, dann von 1969 bis 1971 in Warschau. Von 1973 bis 1976 leitete er die Abteilung Asien. Von 1976 bis 1982 leitete er die brasilianische Delegation beim Ausschuss für die friedliche Nutzung des Weltraums beim UN-Hauptquartier, einem Gremium, dessen Vorbereitungskomitee er von 1981 bis 1982 vorsaß. Von 1983 bis 1986 war er Botschafter in Panama-Stadt, dann von 1986 bis 1991 Botschafter in Tokio und nahm dort an der Bestattung von Hirohito teil. Von 1991 bis 1996 war er Botschafter in Prag und nahm an der Auflösung der Tschechoslowakei teil. Von 30. Januar 1996 bis 30. Juni 1998 war er Botschafter in Dublin.